# Amintire (Star Trek: Voyager)
„Amintire” (titlu original: „Flashback”) este al 2-lea episod din al treilea sezon al serialului TV american științifico-fantastic Star Trek: Voyager și al 44-lea episod în total. A avut premiera la 11 septembrie 1996 pe canalul UPN.

## Prezentare
Tuvok suferă rememorări instantanee ale serviciului său pe nava Excelsior, ceea ce îi provoacă leziuni pe creier. Acesta execută o fuziune mentală cu căpitanul, în încercarea de a găsi cauza rememorărilor,  bănuite a fi provocate de o amintire suprimată.

## Actori ocazionali
- Grace Lee Whitney - Janice Rand
- Jeremy Roberts - Dimitri Valtane
- Boris Krutonog - Excelsior Helmsman Lojur
- Unknown - Falling Girl
- Michael Ansara - Kang
- George Takei - Hikaru Sulu
- Demitris Lawson - Young Tuvok (nemenționat)
- Tarik Ergin - Lt. Ayala (uncredited)[4]